# Fyrtøjet (film fra 1907)
 For alternative betydninger, se Fyrtøjet (flertydig). (Se også artikler, som begynder med Fyrtøjet)
Fyrtøjet er en dansk stumfilm fra 1907 produceret af Nordisk Films Kompagni og instrueret af Viggo Larsen.

## Handling
Viggo Larsens filmatisering af H.C. Andersens velkendte eventyr om soldaten, der får fingrene i et magisk fyrtøj. Slår han ild, kommer hundene med de store øjne og opfylder alle hans ønsker – selv prinsessen kan de skaffe ham. Da hun næste morgen fortæller om sin mærkelige drøm, bliver hofdamen mistænksom og finder på snedig vis frem til den tyv, der hver nat bortfører prinsessen. Selvom soldaten arresteres, ender hans eventyr som bekendt ikke her.

## Medvirkende
- Oda Alstrup, Prinsessen
- Viggo Larsen, Soldaten
- Robert Storm Petersen, Tjener
- Petrine Sonne, Heksen
- Waldemar Petersen, Anden tjener
- Gustav Lund, Kongen
- Clara Nebelong